# Enaphalodes
Enaphalodes is een kevergeslacht uit de familie van de boktorren (Cerambycidae). De wetenschappelijke naam van het geslacht werd voor het eerst geldig gepubliceerd in 1847 door Haldeman.

## Soorten
Enaphalodes omvat de volgende soorten:
- Enaphalodes archboldi Lingafelter & Chemsak, 2002
- Enaphalodes atomarius (Drury, 1773)
- Enaphalodes boyacanus Martins, 2005
- Enaphalodes coronatus (White, 1853)
- Enaphalodes cortiphagus (Craighead, 1923)
- Enaphalodes hispicornis (Linnaeus, 1767)
- Enaphalodes niveitectus (Schaeffer, 1905)
- Enaphalodes rufulus (Haldeman, 1847)
- Enaphalodes seminitidus (Horn, 1885)
- Enaphalodes taeniatus (LeConte, 1854)